# Idiostatus fuscus
Idiostatus fuscus är en insektsart som beskrevs av Andrew Nelson Caudell 1934. Idiostatus fuscus ingår i släktet Idiostatus och familjen vårtbitare. Inga underarter finns listade i Catalogue of Life.